# Bebearia arcadius
Bebearia arcadius är en fjärilsart som beskrevs av Fabricius 1793. Bebearia arcadius ingår i släktet Bebearia och familjen praktfjärilar. Inga underarter finns listade i Catalogue of Life.